# Streptocephalus
Streptocephalus é um género de crustáceos da família Streptocephalidae.
Este género contém as seguintes espécies:
- Streptocephalus dendrophorus
- Streptocephalus dendyi
- Streptocephalus gracilis
- Streptocephalus guzmani
- Streptocephalus kargesi
- Streptocephalus moorei
- Streptocephalus woottoni
- Streptocephalus zuluensis